# Samen voor Schiermonnikoog
Samen voor Schiermonnikoog (SvS), tot 2017 bekend als Christelijke Groepering Schiermonnikoog (CGS), is een politieke partij in de Nederlandse gemeente Schiermonnikoog, die als kiesvereniging haar bestaan vond direct na de Tweede Wereldoorlog. De lijst werd bij de gemeenteraadsverkiezingen van 1946 eenvoudigweg aangeduid als 'rechts'. Zij behaalde toen drie van de zeven raadszetels, en zou dat tot de verkiezingen van 1982 blijven doen.
Bij de verkiezingen van 1949 werd de vereniging gepresenteerd als lijstverbinding van CHU en ARP. Toen in 1980 het CDA werd opgericht besloten de leden van de kieslijst om hun van de landelijke politiek onafhankelijke positie te behouden, en richtten ze een lokale politieke partij op waarvoor zij de naam Christelijke Groepering Schiermonnikoog kozen.
Bij de raadsverkiezingen van 2010 behaalde de partij drie zetels, bij de raadsverkiezingen van 2014 behaalde ze twee zetels.
In juni 2017 werd door de algemene ledenvergadering besloten dat de naam van de partij gewijzigd zou worden naar 'Samen voor Schiermonnikoog' (SvS). Sinds oktober 2017 is deze naam in de statuten opgenomen, de partij handelt sindsdien onder die naam. De partij behaalde tijdens de gemeenteraadsverkiezingen van 2018 4 van de 9 zetels in de raad.